# Sorocephalus
- Commons
- Wikispecies

Sorocephalus é um género botânico pertencente à família Proteaceae.
1. ↑  «Sorocephalus — World Flora Online». www.worldfloraonline.org. Consultado em 19 de agosto de 2020